# Magomiedchan Aracyłow
Magomiedchan Sulejmanowicz Aracyłow (ros. Магомедхан Сулейманович Арацилов; ur. 7 maja 1951 w Churuchu) – radziecki zapaśnik walczący w stylu wolnym. Srebrny medalista olimpijski z Moskwy 1980, w wadze do 82 kg.
Mistrz świata w 1978; drugi w 1977 i trzeci w 1977. Triumfator Pucharu Świata w 1976 roku.
Mistrz ZSRR w 1975, 1977, 1979 i 1980, a drugi w 1978. W latach 1992 – 1994 trener reprezentacji Turcji i między 2007 – 2009 rokiem, Azerbejdżanu roku.